# Tratado de Libre Comercio Africano
El Tratado de Libre Comercio Africano, Acuerdo de Libre Comercio Africano o Tratado Continental Africano de Libre Comercio es un acuerdo comercial entre 44 países de la Unión Africana, con el objetivo de crear un mercado único, así como un área de  libre circulación de personas y una unión monetaria.
El acuerdo se firmó en Kigali (Ruanda) el 21 de marzo de 2018.
Aunque el acuerdo está firmado, el Área Continental Africana de Libre Comercio se establece una vez se hayan desarrollado los protocolos y los anexos del tratado. El Tratado de Libre Comercio Africano (AfCFTA por sus siglas en inglés) entró en vigor el 30 de mayo de 2019 tras ratificarlo 23 países.
Kenia y Ghana fueron los primeros países en depositar los instrumentos de ratificación el 10 de mayo de 2018, tras la ratificación de sus parlamentos.

## Críticas
Para África Occidental, el déficit estimado de derechos de aduana asciende a 32 200 millones de euros para el período hasta 2035.
El presidente nigeriano Muhammadu Buhari dijo al Parlamento Europeo en febrero de 2016 que el proyecto arruinaría su programa de industrialización.
Según el economista Jacques Berthelot, la zona de libre comercio continental debería "no sólo aumentar significativamente la dependencia alimentaria, sino también arruinar a los productores lácteos y a los productores de cereales locales (mijo, sorgo, maíz) y otros productos amiláceos (mandioca, ñame, plátanos). Ayudar a las principales empresas de petróleo, cobre y minería.[...]". Si los AAE son tan beneficiosos, ¿por qué la Unión Europea se ha negado a publicar los tres estudios de impacto (abril de 2008, abril de 2012 y enero de 2016) sobre África Occidental?

## Estados miembros
| País                                 | Firmado Por                                  | Texto consolidado | Declaración de Kigali | Protocolo de libre circulación |
| ------------------------------------ | -------------------------------------------- | ----------------- | --------------------- | ------------------------------ |
| Níger                                | Presidente Mahamadou Issoufou                | Sí                | Sí                    | Sí                             |
| Ruanda                               | Presidente Paul Kagame                       | Sí                | Sí                    | Sí                             |
| Chad                                 | Presidente Idriss Déby                       | Sí                | Sí                    | Sí                             |
| Angola                               | Presidente João Lourenço                     | Sí                | Sí                    | Sí                             |
| República del Congo                  | Presidente Denis Sassou Nguesso              | Sí                | Sí                    | Sí                             |
| Comoras                              | Presidente Azali Assoumani                   | Sí                | Sí                    | Sí                             |
| República Centroafricana             | Presidente Faustin Archange Touadéra         | Sí                | Sí                    | Sí                             |
| Yibuti                               | Presidente Ismaïl Omar Guelleh               | Sí                | Sí                    | No                             |
| Ghana                                | Presidente Nana Akufo-Addo                   | Sí                | Sí                    | Sí                             |
| Gambia                               | Presidente Adama Barrow                      | Sí                | Sí                    | Sí                             |
| Gabón                                | Presidente Ali Bongo Ondimba                 | Sí                | Sí                    | Sí                             |
| Benín                                | Presidente Uhuru Kenyatta                    | Sí                | Sí                    | Sí                             |
| Mozambique                           | Presidente Filipe Nyussi                     | Sí                | Sí                    | Sí                             |
| República Árabe Saharaui Democrática | Presidente Mohamed Abdelaziz                 | Sí                | Sí                    | No                             |
| Senegal                              | Presidente Macky Sall                        | Sí                | Sí                    | Sí                             |
| Sudáfrica                            | Presidente Cyril Ramaphosa                   | No                | Sí                    | No                             |
| Nigeria                              | Presidente Omar al Bashir                    | Sí                | Sí                    | Sí                             |
| Mauritania                           | Presidente Mohamed Uld Abdelaziz             | Sí                | Sí                    | Sí                             |
| Zimbabue                             | Presidente Emmerson Mnangagwa                | Sí                | Sí                    | No                             |
| Costa de Marfil                      | Vicepresidente Daniel Kablan Duncan          | Sí                | No                    | No                             |
| Seychelles                           | Vicepresidente Vincent Meriton               | Sí                | Sí                    | No                             |
| Argelia                              | Primer ministro Ahmed Ouyahia                | Sí                | Sí                    | No                             |
| Guinea Ecuatorial                    | Primer ministro Francisco Pascual Obama Asue | Sí                | Sí                    | Sí                             |
| Lesoto                               | Primer ministro Tom Thabane                  | No                | Sí                    | Sí                             |
| Marruecos                            | Primer ministro Saadeddine Othmani           | Sí                | No                    | No                             |
| Suazilandia                          | Primer ministro Barnabas Sibusiso Dlamini    | Sí                | Sí                    | No                             |
| Tanzania                             | Primer ministro Kassim Majaliwa              | No                | Sí                    | No                             |